# Ginnastica alla XXX Universiade
Le gare di ginnastica della XXX Universiade si sono disputate dall'3 al 7 luglio 2019, per la ginnastica artistica, e dall'11 al 13 luglio 2019 per la ginnastica ritmica,  nel PalaVesuvio di Napoli in Italia.

## Calendario
| Ginnastica artistica |  |  |  |  |  |  |  |  |  |  |
|                      |  |  |  |  |  |  |  |  |  |  |
|                      |  |  |  |  |  |  |  |  |  |  |
|                      |  |  |  |  |  |  |  |  |  |  |
|                      |  |  |  |  |  |  |  |  |  |  |
|                      |  |  |  |  |  |  |  |  |  |  |
|                      |  |  |  |  |  |  |  |  |  |  |
|                      |  |  |  |  |  |  |  |  |  |  |
|                      |  |  |  |  |  |  |  |  |  |  |
|                      |  |  |  |  |  |  |  |  |  |  |
|                      |  |  |  |  |  |  |  |  |  |  |
|                      |  |  |  |  |  |  |  |  |  |  |
| Ginnastica ritmica   |  |  |  |  |  |  |  |  |  |  |
|                      |  |  |  |  |  |  |  |  |  |  |
|                      |  |  |  |  |  |  |  |  |  |  |
|                      |  |  |  |  |  |  |  |  |  |  |
|                      |  |  |  |  |  |  |  |  |  |  |
|                      |  |  |  |  |  |  |  |  |  |  |
|                      |  |  |  |  |  |  |  |  |  |  |
|                      |  |  |  |  |  |  |  |  |  |  |
|                      |  |  |  |  |  |  |  |  |  |  |
|                      |  |  |  |  |  |  |  |  |  |  |
|                      |  |  |  |  |  |  |  |  |  |  |
|                      |  |  |  |  |  |  |  |  |  |  |

|  | Preliminari |  | Qualificazioni |  | Quarti |  | Semifinali |  | Finale |

## Podi

### Ginnastica artistica

#### Uomini
| Specialità            | Oro                                                  | Punti   | Argento                                                  | Punti   | Bronzo                                              | Punti   |
| --------------------- | ---------------------------------------------------- | ------- | -------------------------------------------------------- | ------- | --------------------------------------------------- | ------- |
| Concorso a squadre    | Giappone Kazuma Kaya Kakeru Tanigawa Wataru Tanigawa | 172.850 | Taipei cinese Hsu Ping-chien Lee Chih-kai Tang Chia-hung | 167.400 | Russia Ilya Kibartas Kirill Prokopev Ivan Stretovič | 166.500 |
| Concorso individuale  | Kazuma Kaya                                          | 87.000  | Ivan Stretovič                                           | 84.375  | Lee Chih-kai                                        | 83.950  |
| Corpo libero          | Kirill Prokopev                                      | 14.950  | Kazuma Kaya                                              | 14.600  | Kakeru Tanigawa                                     | 14.550  |
| Cavallo con maniglie  | Lee Chih-kai                                         | 15.400  | Nariman Kurbanov                                         | 14.700  | Kazuma Kaya                                         | 14.500  |
| Volteggio             | Kim Han-sol                                          | 14.650  | Yahor Sharamkou                                          | 14.350  | Luís Porto                                          | 14.350  |
| Anelli                | Artur Avetisyan                                      | 14.900  | Vinzenz Höck İbrahim Çolak                               | 14.800  | non assegnato                                       |         |
| Parallele simmetriche | Kakeru Tanigawa                                      | 14.850  | Ivan Stretovič                                           | 14.800  | Ahmet Önder                                         | 14.450  |
| Sbarra                | Tang Chia-hung                                       | 14.700  | Milad Karimi                                             | 14.675  | Ivan Stretovič                                      | 14.600  |

#### Donne
| Specialità             | Oro                                                   | Punti   | Argento                                                      | Punti   | Bronzo                                             | Punti   |
| ---------------------- | ----------------------------------------------------- | ------- | ------------------------------------------------------------ | ------- | -------------------------------------------------- | ------- |
| Concorso a squadre     | Giappone Hitomi Hatakeda Aiko Sugihara Asuka Teramoto | 108.450 | Russia Lilija Achaimova Tat'jana Nabieva Uliana Perebinosova | 107.450 | Italia Carlotta Ferlito Lara Mori Martina Rizzelli | 103.500 |
| Concorso individuale   | Hitomi Hatakeda                                       | 53.800  | Ulyana Perebinosova                                          | 53.000  | Lilija Achaimova                                   | 53.000  |
| Volteggio              | Marina Nekrasova                                      | 14.000  | Lilija Achaimova                                             | 13.975  | Tat'jana Nabieva                                   | 13.925  |
| Trave                  | Hitomi Hatakeda                                       | 13.000  | Lara Mori                                                    | 12.850  | Ulyana Perebinosova                                | 12.800  |
| Corpo libero           | Carlotta Ferlito                                      | 13.200  | Aiko Sugihara                                                | 13.000  | Ulyana Perebinosova                                | 12.700  |
| Parallele asimmetriche | Hitomi Hatakeda                                       | 14.000  | Tat'jana Nabieva                                             | 13.900  | Asuka Teramoto                                     | 13.800  |

### Ginnastica ritmica

#### Individuale
| Specialità           | Oro                 | Punti  | Argento          | Punti  | Bronzo              | Punti  |
| -------------------- | ------------------- | ------ | ---------------- | ------ | ------------------- | ------ |
| Concorso individuale | Ekaterina Seleznëva | 83.600 | Zohra Aghamirova | 75.425 | Laura Zeng          | 72.600 |
| Cerchio              | Ekaterina Seleznëva | 21.200 | Julija Eŭčyk     | 20.350 | Jeva Meleščuk       | 20.150 |
| Palla                | Ekaterina Seleznëva | 21.550 | Julija Eŭčyk     | 19.150 | Viktoria Bogdanova  | 18.850 |
| Clavette             | Jeva Meleščuk       | 21.050 | Zohra Aghamirova | 20.200 | Ekaterina Seleznëva | 20.000 |
| Nastro               | Ekaterina Seleznëva | 20.450 | Alessia Russo    | 18.700 | Jeva Meleščuk       | 18.700 |

#### Gruppo
| Specialità            | Oro                                                                                 | Punti  | Argento                                                                                   | Punti  | Bronzo                                                                             | Punti  |
| --------------------- | ----------------------------------------------------------------------------------- | ------ | ----------------------------------------------------------------------------------------- | ------ | ---------------------------------------------------------------------------------- | ------ |
| Completo              | Russia Alina Alieva Elina Baruzdina Valeriya Rusina Mariya Kozlova Angelina Škatova | 47.250 | Ucraina Valerija Chanina Daria Murai Olena Djačenko Victoriia Fotiieva Anastasija Voznjak | 46.025 | Giappone Miyu Kawata Haruna Yamawaki Misuzu Kishimoto Aoi Tsukahara Mebae Maruyama | 42.200 |
| 5 palle               | Russia Alina Alieva Elina Baruzdina Valeriya Rusina Mariya Kozlova Angelina Škatova | 25.075 | Ucraina Valerija Chanina Daria Murai Olena Djačenko Victoriia Fotiieva Anastasija Voznjak | 22.900 | Giappone Miyu Kawata Haruna Yamawaki Misuzu Kishimoto Aoi Tsukahara Mebae Maruyama | 21.650 |
| 3 cerchi + 4 clavette | Russia Alina Alieva Elina Baruzdina Valeriya Rusina Mariya Kozlova Angelina Škatova | 25.650 | Ucraina Valerija Chanina Daria Murai Olena Djačenko Victoriia Fotiieva Anastasija Voznjak | 24.450 | Giappone Miyu Kawata Haruna Yamawaki Misuzu Kishimoto Aoi Tsukahara Mebae Maruyama | 21.150 |

## Medagliere
| Pos.   | Paese         |    |    |    | Totale |
| ------ | ------------- | -- | -- | -- | ------ |
| 1      | Russia        | 8  | 6  | 7  | 21     |
| 2      | Giappone      | 7  | 2  | 6  | 15     |
| 3      | Taipei cinese | 2  | 1  | 1  | 4      |
| 4      | Ucraina       | 1  | 3  | 2  | 6      |
| 5      | Italia        | 1  | 2  | 1  | 4      |
| 6      | Azerbaigian   | 1  | 2  | 0  | 3      |
| 7      | Armenia       | 1  | 0  | 0  | 1      |
| 7      | Corea del Sud | 1  | 0  | 0  | 1      |
| 9      | Bielorussia   | 0  | 3  | 0  | 3      |
| 10     | Kazakistan    | 0  | 2  | 0  | 2      |
| 11     | Turchia       | 0  | 1  | 1  | 2      |
| 12     | Austria       | 0  | 1  | 0  | 1      |
| 13     | Stati Uniti   | 0  | 1  | 0  | 1      |
| 13     | Brasile       | 0  | 0  | 1  | 1      |
| 13     | Estonia       | 0  | 0  | 1  | 1      |
| Totale | Totale        | 22 | 23 | 21 | 66     |